# Jovica Veljović
Jovica Veljović, né le 1er mars 1954 à Suvi Do (RS Serbie, Yougoslavie), est un graphiste et concepteur de polices typographiques.

## Biographie
De 1974 à 1979, il suit des études de calligraphie et de graphisme à l'Académie des arts appliqués de Belgrade, puis de 1981 à 1983. Il y devient enseignant en typographie, de 1987 à 1992. Il est ensuite professeur en arts de l'écriture à la Fachhochschule de Hambourg.

## Récompenses
- Prix du XXe salon d'octobre de Belgrade (1979)
- Prix Charles-Peignot de l'ATypI (1985)
- Prix du ZGRAF5 (exposition internationale du graphisme et du design) de Zagreb (1987)
- Prix de la XIIIe Biennale du graphisme industriel de Brno (1988)
- Prix de la Biennale du graphisme de Moscou (1996)

## Créations

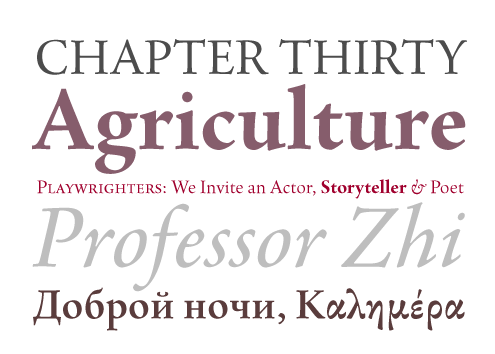
Spécimens de la famille Agmena.

- ITC Veljović (1984)
- ITC Esprit (1985)
- ITC Gamma (1986)
- Ex Ponto (1995)
- Agmena (2012)

## Sources
- Friedrich Friedt, Nicolaus Ott et Bernard Stein, Typographie. Wann wer wie / When who how / quand qui comment, Könemann, 1998, 592 p.  (ISBN 978-3895084737).
- (en) Site officiel de l'ATypI: Prix Charles Peignot